# Chvalovice (district de Znojmo)
Pour les articles homonymes, voir Chvalovice.
Chvalovice (en allemand : Kallendorf) est une commune du district de Znojmo, dans la région de Moravie-du-Sud, en République tchèque. Sa population s'élevait à 651 habitants en 2020.

## Géographie
Chvalovice se trouve près de la frontière avec l'Autriche, à 8 km au sud-sud-est du centre de Znojmo, à 60 km au sud-ouest de Brno et à 187 km au sud-est de Prague.
La commune est limitée par Nový Šaldorf-Sedlešovice et Znojmo au nord, par Vrbovec et Dyjákovice à l'est, par l'Autriche au sud, et par Šatov et Havraníky à l'ouest.

## Histoire
L'origine du village remonte au XIIIe siècle.